# Округ Ли (Јужна Каролина)
Округ Ли (енгл. Lee County) је округ у америчкој савезној држави Јужна Каролина. По попису из 2010. године број становника је 19.220.

## Демографија
Према попису становништва из 2010. у округу је живело 19.220 становника, што је 899 (4,5%) становника мање него 2000. године.
| Група             | 2000.          | 2010.          |
| Белци             | 6.961 (34,6%)  | 6.322 (32,9%)  |
| Афроамериканци    | 12.787 (63,6%) | 12.359 (64,3%) |
| Азијати           | 39 (0,2%)      | 59 (0,3%)      |
| Хиспаноамериканци | 264 (1,3%)     | 334 (1,7%)     |
| Укупно            | 20.119         | 19.220         |